# Русский поход Карла XII
Русский поход Карла XII начат летом 1708 года шведским королём в ходе Северной войны с целью разгрома русской армии, свержения русского царя Петра I и расчленения Русского царства. Закончился разгромом шведской армии под Полтавой 27 июня (8 июля) 1709 года и пленением остатков армии под Переволочной 30 июня (11 июля) 1709 года.

## Предыстория
После поражения русской армии при Нарве в 1700 году Карл XII обратился против саксонского курфюрста и польского короля Августа II, нанося ему одно поражение за другим.
Завоевание Ингерманландии, основание Петром I в устье Невы нового города-крепости Санкт-Петербург (1703) и успехи русских в Курляндии (1705) побудили Карла XII принять решение после разгрома Августа II вернуться к действиям против России и захватить Москву. В 1706 году Август II потерпел тяжёлое поражение и лишился короны Речи Посполитой.
Карл XII почти год простоял в Саксонии.
В августе 1707 года шведская армия выступила на восток. Пройдя через Польшу, она в январе 1708 года смелой атакой захватила Гродно, затем всю весну квартировала в районе западнее Минска, получая подкрепления и ведя боевую подготовку. Наконец в июне 1708 года Карл XII начал поход против России.
Пётр I всячески пытался заключить мир со Швецией. Его главным условием было оставление Ингерманландии за Россией. Однако Карл XII отклонял предложения Петра, переданные через посредников, желая наказать русских.

## Цели Русского похода Карла XII
Начиная поход против России, Карл XII ставил перед собой следующие цели:
- полное уничтожение государственной самостоятельности Русского государства;
- утверждение вассалом на русском троне либо сына короля Яна III Собеского Якуба Собеского, либо, «если заслужит», — царевича Алексея;
- отторжение от Москвы Пскова и Новгорода и всего севера России в целом;
- присоединение Украины, Смоленщины и других западнорусских территорий к вассальной, покорной шведам Польше,
- разделение остальной России на удельные княжества.

Окружение Карла находилось в неведении относительно его планов. По мнению историка Эрнста Карлсона (1880), первоначальный план шведского короля предусматривал взятие Пскова совместно с курляндской и финской армиями А. Л. Левенгаупта и Г. Либекера. Нападению должны были подвергнуться также Нарва и Санкт-Петербург. Решающая битва должна была состояться между Псковом и Новгородом. В другом варианте следовало наступать на Москву одновременно с литовской армией с юга.
Этот план был пересмотрен в Сморгони в 1708 году: под влиянием сведений о серьёзном недовольстве в России политикой Петра Карл XII сделал вывод о своевременности прямого удара на Москву. На это решение повлияло мнение молодых амбициозных генералов А. Спарре и А. Лагеркруна, а также недооценка прогресса русской армии. К весне 1708 года замысел Русского похода Карла XII окончательно оформился, в нём учитывались корпус А. Л. Левенгаупта, польские и литовские союзники, казаки Мазепы, татары и турки.
Одновременно Карл XII организовал нападение на Архангельск и поход генерала Г. Либекера на Санкт-Петербург, в котором сам Либекер атаковал со стороны Финляндии, генерал Н. Стромберг — со стороны Эстляндии. Все эти военные операции окончились неудачей.

## Стратегия русского командования
Пётр I понимал неизбежность наступления шведов вглубь России. После того как русская армия избежала разгрома под Гродно (1706), вскоре после приезда царя 28 декабря 1706 года в польский город Жолкиев состоялся военный совет. На вопрос, «…давать ли с неприятелем баталии в Польше, или при своих границах» — решено не давать (если такое несчастие случится, трудно учинить ретираду), «и для того положено дать баталию при своих границах, когда того необходимая нужда будет; а в Польше на переправах, и партиями, так же оголожением провианта и фуража, томить неприятеля, к чему и польские сенаторы многие в том согласились».
3 января 1707 года царь указал оповестить всё население в 200-вёрстной полосе от Пскова до Гетманщины («от границ на двести вёрст поперёг, а в длину от Пскова чрез Смоленск до Черкасских городов»), чтобы с весны как можно дальше от дорог намечались «крепкие укрытия» для людей, скота и места для сена, а также ямы для хранения зерна. От Чудского озера через леса Смоленщины и Брянщины прокладывалась огромная «линия Петра I»: рубились засеки, в полях отсыпались валы. Позади «линии Петра» предполагалась рокадная дорога в 90 шагов шириной с мостами и гатями для переброски колонн вдоль фронта по четыре человека в ряд. На земле Великого княжества Литовского у Орши по обеим сторонам Днепра с 1706 года делались мосты, «транжаменты», которые «замётывались» звеньями и рогатками. Регулярная правительственная и военная почта связала все города на востоке Белоруссии.
Крупные русские города Москва, Смоленск, Новгород, Псков, Великие Луки, Брянск обращались в крепости, не подлежащие капитуляции. Указ об обороне столицы был издан ещё 25 апреля 1707 года. Выезд из Москвы без разрешения запрещался. Москвичам предписывалось свозить хлеб для хранения в Кремль, чтобы не пришлось сжигать его во время осады. Жителям разъясняли, что и в прежние времена «от бездельных татар» воздвигали Земляной город и копали в Кремле колодцы. Сформировали «Московскую регулярную армию». Все распоряжения подлежали беспрекословному выполнению «как в день судный».
На всем западе России, начиная от границы по Новгородской, Смоленской, Калужской и Серпуховской дорогам и вплоть до Москвы, мосты исправлялись, а радиальные пути к столице засекались через каждые 5 вёрст по версте. С железоделательных заводов ядра, бомбы, гранаты, пушки переправлялись на восток. Население обязывали свозить свой «провиант и пожитки» в Смоленск, Великие Луки, Псков, Новгород и Нарву, «понеже под нужной час будут все палить». Провианта в городах должно быть на 5 месяцев, «дабы по всем дорогам нашему войску было пристанище». Можайск и Тверь крепили пушками, палисадами и дополнительными людьми из уездов. Тех, кто не имел ружей, в города не пускали. В Петербурге царь приказал укрепить палисадом и брустверами кронверк Петропавловской крепости.
Смоленск с гарнизоном численностью 6631 человек превратился в крупнейшую военную базу со складами муки, круп, сухарей и фуражного зерна.
В 1708 году Пётр I из опасения, что Карл XII может отнять у него Лифляндию, приказал срыть крепостные укрепления Дерпта.
Положение Петра I осложнялось внутренними смутами: вскоре после усмирения Астраханского бунта (1706) возник мятеж казаков К. Булавина на Дону (1707-08). Позже важным фактором стал переход гетмана И. С. Мазепы и запорожских казаков на сторону Карла XII.
Отречение от престола Августа II в 1706 году привело к тому, что великолитовская армия стала на сторону шведского ставленника Станислава Лещинского. Летом 1707 года русской армии, стоявшей в Великом княжестве Литовском по соглашению с Августом II, пришлось брать приступом Быхов.
В 1707 году Петр I назначил губернатором (воеводой) в Киев распорядительного Д. М. Голицына.

## Силы сторон
К началу Русского похода шведская армия достигла численности 120 тыс. человек:
- свыше 35 тыс. в главной армии Карла XII
- около 15 тыс. в Лифляндии под началом А. Л. Левенгаупта
- 8 тыс. оставлены в корпусе Э. Д. фон Крассова в Польше
- 15 тыс. — в корпусе Г. Либекера в Финляндии
- ещё 42 тыс. человек оставались гарнизонами в Лифляндии, Померании и Швеции[5].

В распоряжении русского командования была армия из двух группировок: полевая армия в 83 тыс. человек генерал-фельдмаршала Б. П. Шереметева и ингерманландский корпус Ф. М. Апраксина у Петербурга в 24,5 тыс. человек. В то же время в полевой главной армии был корпус генерала Р. Х. Баура (16,5 тыс. человек), который стоял в Дерпте с таким расчётом, что в случае нужды он должен присоединиться либо к главной армии Б. П. Шереметева, либо к Ф. М. Апраксину.

## Кампания вВеликом княжестве Литовском
5 (16) июня 1708 год (6 июня по шведскому календарю) шведы, усилившись до 38 тысяч человек, покинули лагерь в Радошковичах близ Минска и медленно (вследствие плохих погодных и дорожных условий) двинулись к Днепру.

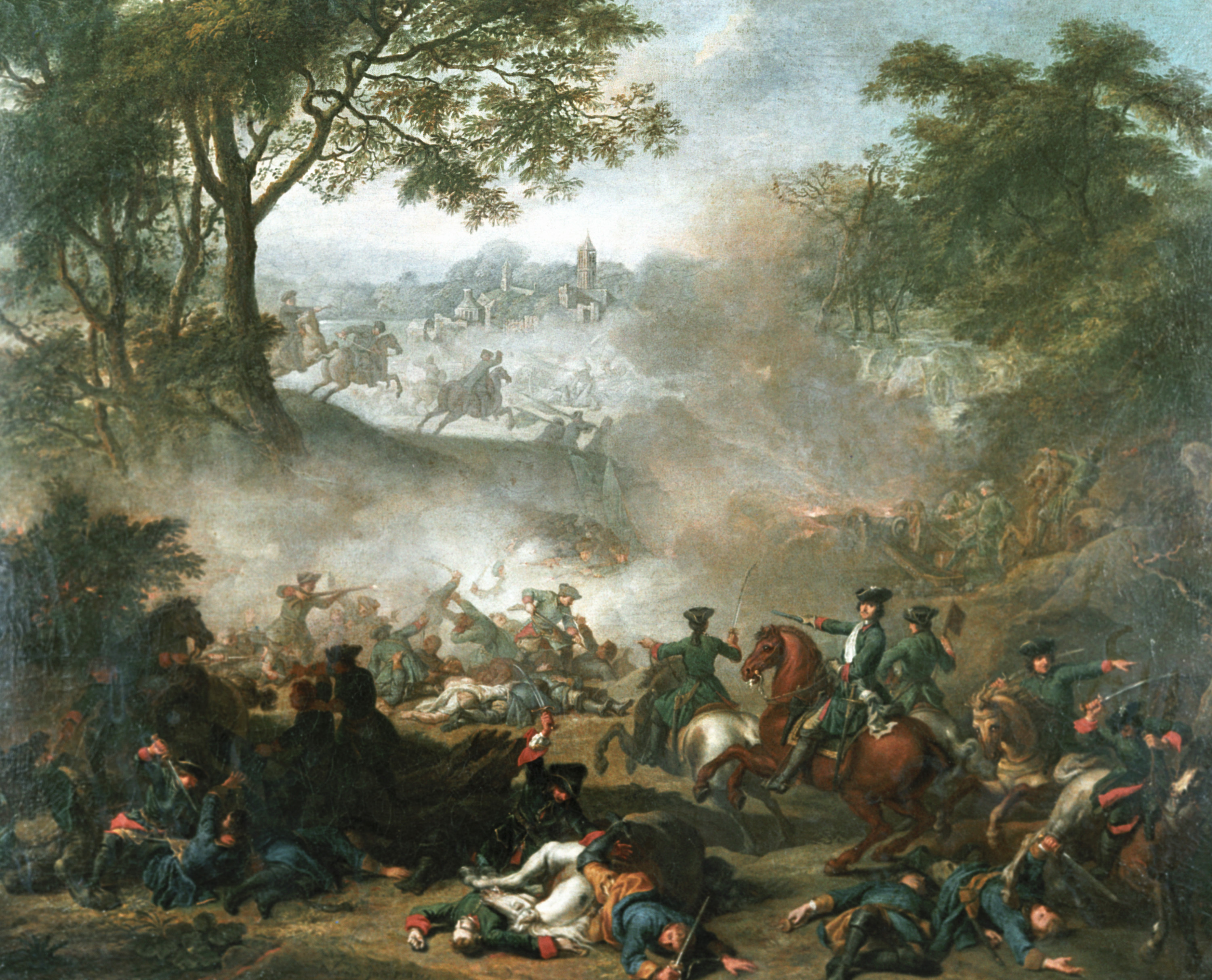
Битва при Лесной

Русские старались не дать шведам переправиться через реку Березина и ждали их у Борисова, но Карл XII обманул их ожидания и беспрепятственно переправился через Березину у местечка Березино 18 (29) июня.
Медленное продвижение шведов на восток дало время русской армии собраться перед Днепром, однако поражение при Головчине 3 (14) июля 1708 года (4 июля по шведскому календарю) не позволило ей защитить линию Днепра. Карл XII занял Могилёв и переправился на левый берег Днепра.
Дальнейшее продвижение шведской армии на восток сопровождалось мелкими стычками (при Добром, при Раёвке), однако русская армия избегала генерального сражения. При этом шведы в полной мере ощутили «оголожение» в провианте и фураже, чему немало способствовало белорусское крестьянство, которое прятало хлеб, корм для лошадей, убивало фуражиров.
Проклятья местного населения сыпались и на русскую армию и «её червя» — А. Д. Меншикова, который «выедал» всё, что можно, где бы ни появлялся. В сентябре 1708 года с целью лишения базы противника русская армия сожгла Витебск, Оршу, Дубровно, Горки, Дрибин, Могилёв и оставила в полуразорённом состоянии Полоцк.
После боя у Раёвки Карл XII простоял несколько дней в Старышах (11-13 сентября 1708 года по шведскому календарю). Шведский генерал-квартирмейстер Аксель Гилленкрок описывает размышления короля о различных вариантах продолжения кампании:
- Продолжать поход на Москву — невозможно, так как русская армия, если будет принуждена отступать, все сожжёт и уничтожит при своём отступлении.
- Отступить за Днепр и расположиться в Витебском воеводстве. При обсуждении этого варианта фельдмаршал К. Г. Реншильд заметил Гилленкроку: «Король не согласится на это. Неприятель стоял там на квартирах всю зиму, даже до июня, следовательно или мало, или вовсе не найдем ни провианта, ни фуража…» А министр Пипер сказал следующее: «Король не воротится за Днепр. Он почтет это посрамлением…»
- Третья дорога ведёт в Северский край, где можно найти достаточное количество припасов. На это Пипер сказал: «Если же Король решится идти в Северский край, то я думаю, что русские не осмелятся жечь всё, как жгут теперь, и что казаки перейдут к нам».

На военном совете, в котором участвовали, кроме Карла XII, фельдмаршал К. Г. Реншильд, 1-й министр короля Пипер и генерал-майор Ю. Мейерфельдт, было принято решение повернуть шведскую армию в Северскую Украину, не дожидаясь подхода корпуса Левенгаупта, шедшего из Прибалтики.
Одним из последствий этого решения был разгром корпуса Левенгаупта при Лесной 28 сентября (9 октября) 1708 года.
Шведская армия, повернув на юг, направилась в Гетманщину; в районе Стародуба к ней присоединились остатки разгромленного корпуса Левенгаупта (6700 чел.).
В конце октября Петру I стала известна измена гетмана И. С. Мазепы и его переход на сторону шведского короля. В ответ А. Д. Меншиков 2 ноября захватил и разорил гетманскую ставку Батурин.
Карл XII, переправившись после короткого боя у Мезина через Десну, стал в окрестностях сожжённого Батурина, затем направил армию на зимние квартиры в Ромны и Гадяч. В середине декабря по приказу короля шведская армия начала смену зимней квартиры и двинулась к Гадячу. Однако русские упредили короля и сожгли Гадяч.
В январе 1709 года Карл XII осадил небольшую крепость Веприк, которая стоила шведам больших потерь. Далее он взял Опошню, Котельву; русские отошли к Ахтырке, уничтожив предместье для облегчения обороны. В феврале 1709 года Карл отступил от Ахтырки и отправился назад в Гетманщину, имея сражение у Красного Кута.
После того как в середине февраля 1709 наступила жестокая распутица, Карл XII с армией вернулся со Слободщины на Гетманщину.
Постоянные марши, стычки и необычно суровая зима способствовали большим потерям в шведской армии и снижению её боевого духа.

## Полтавская битва. Разгром и капитуляция шведской армии

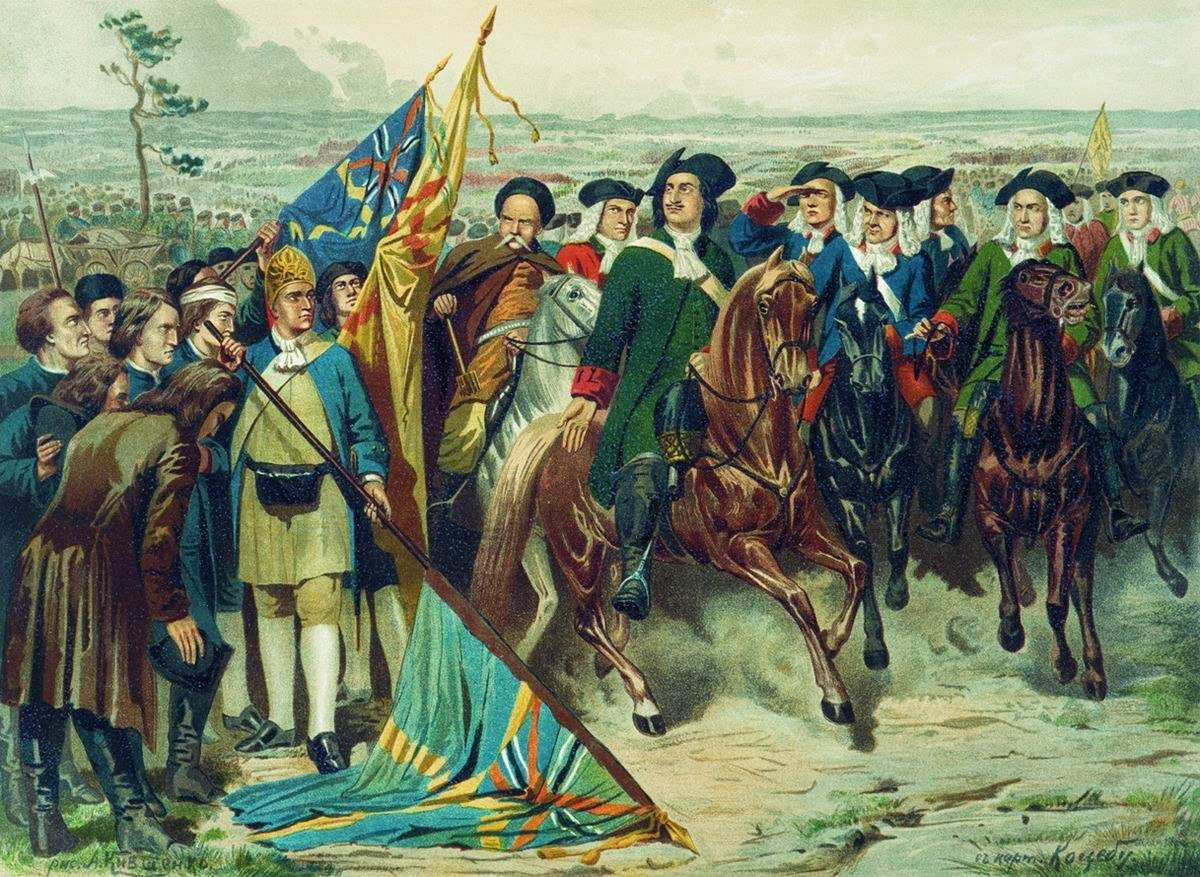
Капитуляция шведской армии

В апреле 1709 года шведская армия подошла к Полтаве и осадила крепость. Попытки русского командования снять или хотя бы ослабить осаду не увенчались успехом. К концу мая 1709 года у Полтавы собрались обе противоборствующие армии. Оба монарха готовились к генеральному сражению.
27 июня (8 июля) 1709 года в Полтавской битве шведская армия была разгромлена. 30 июня (11 июля) 1709 года остатки шведской армии в количестве 23 тысяч человек капитулировали у Переволочной. В плен сдался фельдмаршал Реншильд, и другие генералы шведской армии. Только Карл XII с небольшим отрядом сумел укрыться на территории Османской империи. 1 января 1710 года в Москве был проведён парад пленных шведов.

## Итоги
Разгром шведской армии привёл к перелому в Северной войне в пользу России и её союзников. Международный авторитет русского царя Петра I и русской армии резко вырос.